# 10. tanková divize SS „Frundsberg“
10. SS-Panzer-Division „Frundsberg“ byla tanková divize Waffen-SS za druhé světové války, která se účastnila bitev jak na západní tak na východní frontě. Byla tvořena hlavně z branců z řad RAD.

## Názvy divize
- SS-Panzergrenadier-Division 10 (únor, 1943 – červen, 1943)
- SS-Panzergrenadier-Division 10 „Karl der Grosse“ (červen, 1943 – říjen, 1943)
- SS-Panzer-Division 10 „Frundsberg“ (říjen, 1943)
- 10. SS-Panzer-Division „Frundsberg“ (říjen, 1943 – květen, 1945)

## Historie

### Vznik divize
Rozkaz k vytvoření divize byl vydán v prosinci roku 1942 a již ke konci ledna následujícího roku se začalo s výstavbou divize pod velením SS-Standartenführera Michaela Lipperta. Ten však u divize zůstává pouze měsíc, než byl nahrazen zkušeným veteránem SS-Gruppenführerem Lotharem Debesem.

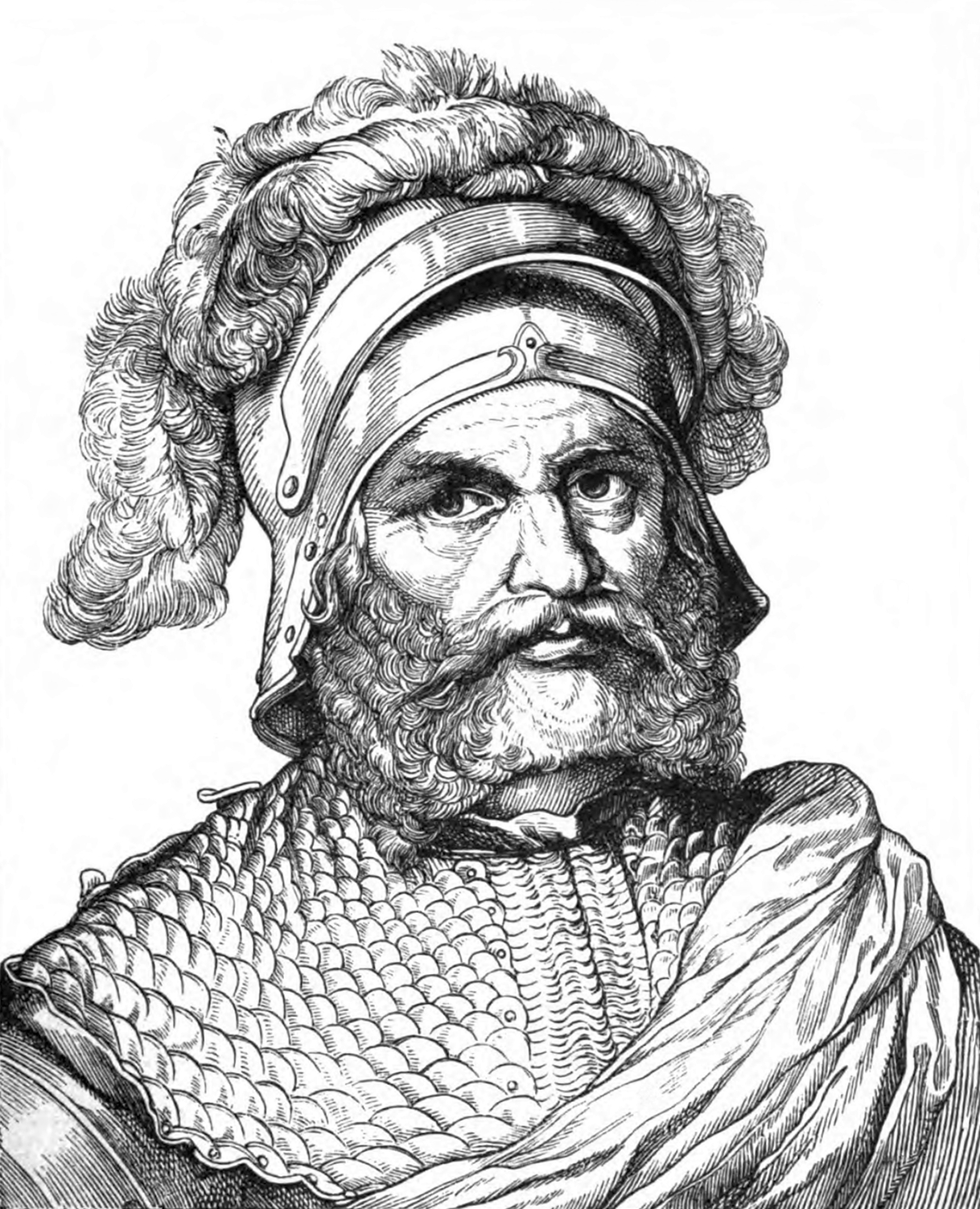
Rytíř Georg von Frundsberg po němž byla divize pojmenována

Jádro divize bylo tvořeno zkušenými frontovými veliteli, kteří byli doplněni mladými německými odvedenci, starými v průměru kolem osmnácti let. Divize byla odvelena do Francie, kde probíhal intenzivní výcvik, který měl za účel zvýšit součinnost jejich jednotlivých částí. Během tohoto pobytu byl divizi udělen čestný název „Karl der Grosse“, jako památka na císaře Karla Velikého.
V říjnu roku 1943 podepsal Adolf Hitler rozkaz, který povyšoval jednotku z divize tankových granátníků na divizi tankovou. Zároveň byl divizi udělen nový čestný název „Frundsberg“, který měl být připomínkou německého velitele žoldnéřských armád landsknechtů ze 16. století Georga von Frundsberga. Hitler se tímto novým názvem divize snažil pozdvihnout tohoto téměř zapomenutého bojovníka a velitele z propadliště dějin. Při bližším prozkoumání je však jasné, že sám Frundsberg na titul „hrdina“ moc nárok nemá.[zdroj?] Jeho život ukončil nakonec záchvat mrtvice, když se pokoušel potlačit vzpouru u svých žoldnéřů, kterým nebyl vyplacen žold.
Během období výcviku ve Francii spadala divize pod skupinu armád D a v říjnu roku 1943, když byl vydán rozkaz k sestavení VII. tankového sboru SS byla divize pod jeho velením společně s nově sestavenou 17. divizí tankových granátníků SS „Götz von Berlichingen“, na jejíž výstavbu byly uvolněny jednotky dělostřelectva a motocyklové čety z divize „Frundsberg“.
V tuto dobu je také vystřídán velitel divize SS-Gruppenführer Lothar Debes a na jeho místo je povolán zkušený frontový velitel a veterán první světové války SS-Gruppenführer Karl Fischer von Treuenfeld.

### První boje na východní frontě
V březnu roku 1944 byla stále ještě oslabená divize odvelena společně se svojí sesterskou 9. tankovou divizí SS „Hohenstaufen“ jako součást II. tankového sboru SS na východní frontu, kde měla čelit sovětskému útoku, který odřízl od ostatních německých sil 1. tankovou divizi „Leibstandarte SS Adolf Hitler“ společně s 2. tankovou divizí SS „Das Reich“ v oblasti Ternopilu.
Divize se spojila se zbytkem II. tankového sboru SS a v rámci skupiny armád Severní Ukrajina se počátkem dubna 1944, oslabená o tanky typu Panther z 1. praporu svého tankového pluku, zapojila poprvé do bojových akcí. Výsledkem tvrdých bojů se stal 6. dubna průlom u ukrajinského města Bučač a divize Frundsberg se tak spojila s obleženými jednotkami z 1. tankové armády.
Divize poté dostala rozkaz zůstat v předních liniích a zapojila se tak do těžkých bojů na řece Seret a kolem ukrajinských měst Ternopil a Kovel. Její postup byl však brzy zastaven jednotkami 1. ukrajinského frontu maršála Koněva a několik následujících týdnů strávila divize obrannými akcemi na řece Bugu. U Ternopilu byl také zraněn velitel divize von Treuenfeld. Nahradil ho SS-Oberführer Heinz Harmel.
Dne 12. června 1944, krátce po spojeneckém vylodění v Normandii, byl II. tankový sbor SS stažen z východní fronty a přesunut na západní frontu, aby mohl čelit spojeneckým jednotkám. Jeho mužstvo a vybavení zaplnilo 67 vlakových souprav.

### Boje v Normandii

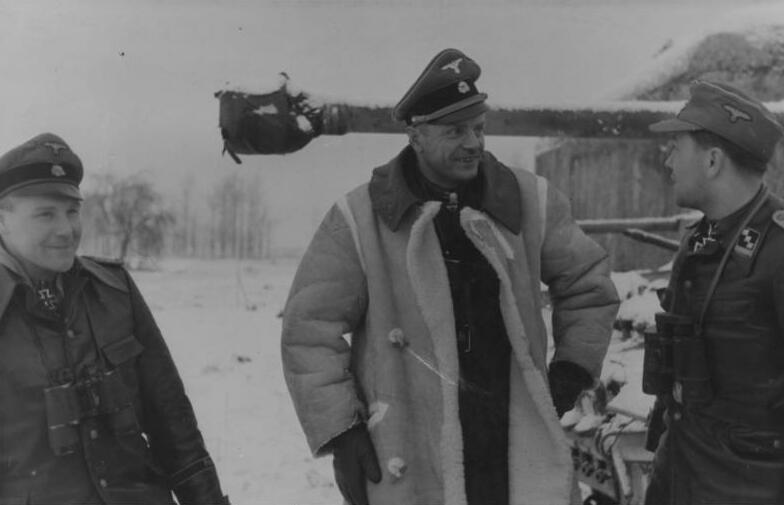
Zprava: Velitel 10. tankového pluku SS SS-Standartenführer Otto Paetsch, velitel divize SS-Brigadeführer Heinz Harmel a velitel 1. praporu ze 22. pluku SS-Hauptsturmführer Karl Heinz Euling na frontě v zimě roku 1945

Divize dorazila do Francie už 18. června, ale britské a americké letectvo ohrožující přesun jednotek, zpozdilo příjezd divize na frontu až do 25. června. Divize byla z bojů na východní frontě silně oslabená a stav jejího mužstva se pohyboval kolem 13 500 mužů. O pět dnů později byla divize pod velením nyní již SS-Brigadeführera Harmela poslána společně s 9. tankovou divizí SS „Hohenstaufen“, aby se zúčastnila operace Epsom.
V rámci této operace se účastnila bitvy o kótu 112, jejímž cílem bylo udržet výšiny kolem kóty 112. Zpočátku se Britům pod velením generála Richarda O'Connora povedlo částečně uspět a muži z divize Frundsberg byli vystaveni silné nepřátelské palbě a náletům spojeneckých bombardérů. Britské obrněné jednotky skládající se hlavně z tanků typu Churchill Mk IV a Sherman Firefly byly ale vzápětí vytlačeny tanky typu Tiger ze 102. těžkého tankového praporu SS pod velením SS-Sturmbannführera Hanse Weisse. Tigery byly silněji opancéřované a jejich děla ráže 88 mm byla daleko silnější.
Další den následoval další mohutný útok Britů a kótu 112 se jim podařilo opět dobýt, ale s přicházející nocí se britské tanky stáhly a připravily pěší jednotky o potřebnou podporu.Ty byly téže noci vytlačeny německým protiútokem. Situace na bojišti se tak stávala natolik nepřehlednou, že v jednu chvíli se britské tanky staly terčem útoku vlastních bombardérů.
Zhruba v polovině července byla divize Frundsberg vystřídána armádní 271. pěší divizí pod velením generálporučíka Paula Danhausera a stažena do zálohy ke krátkému odpočinku. Její ztráty od počátku července činily přes 2000 mužů.
Odpočinku si muži z divize Frundsberg moc neužili, protože již 2. srpna byli povoláni zpět do boje, aby podpořili své zbylé spolubojovníky, kteří nyní bojovali s britskými obrněnými jednotkami o kótu 188. V ten den se podařilo divizi vyřadit 29 britských tanků.
Následující den dorazil zbytek divize a zahájil protiútok, kterým byly britské jednotky vytlačeny ze svých nově vybudovaných obranných postavení. Zároveň se divizi také podařilo obsadit nedalekou kótu 301 a vytvořit tak obrannou linii mezi těmito dvěma výšinami.
Divize však dostala rozkaz odpoutat se od nepřítele a 6. srpna byla odvelena severně od francouzského města Chênedollé, kde měla za úkol zadržet postupující britské jednotky, což se povedlo, a zároveň obsadila kóty 242 a 224. Následující den však byla nucena se stáhnout, protože dělostřelecká palba a nálety spojeneckých letadel působily značné ztráty.
Další den dostala rozkaz k přesunu a to tentokrát na americkou část fronty, kde měla působit jako součást záložních jednotek XXXXVII. tankového sboru generála Heinricha von Lüttwitze. Avšak ihned po svém příjezdu se její části musely zapojit do bojů poblíž Barentonu, aby bránily postupu amerických jednotek. Místo toho, aby divize byla použita do protiútoku, tak se dala na ústup východním směrem přes Domfront a Fromentel z důvodu příprav na obranu města Argentan. Poté, co byl Argentan dobyt americkými jednotkami, tak se divize nacházela přímo uprostřed téměř uzavřené Falaiské kapsy a hrozilo její zničení.
Na rozdíl od ostatních německých jednotek, byla divize Frundsberg jednou z těch jednotek, kterým se podařilo uniknout z obklíčení přes řeku Dives dříve, než byla kapsa u města Chambois uzavřena americkými, kanadskými a polskými tankovými jednotkami. Poté divize ustupovala směrem na severovýchod podél řeky Seiny, kterou překročila u města Oissel mezi 25. a 27. srpnem.
Po překročení řeky postupovala divize směrem k řece Sommě a mezi městy Bray a Péronne se ještě střetla s postupujícími Brity. Nakonec se stáhla směrem na Cambrai a dorazila až do Holandska.

### Operace Market Garden

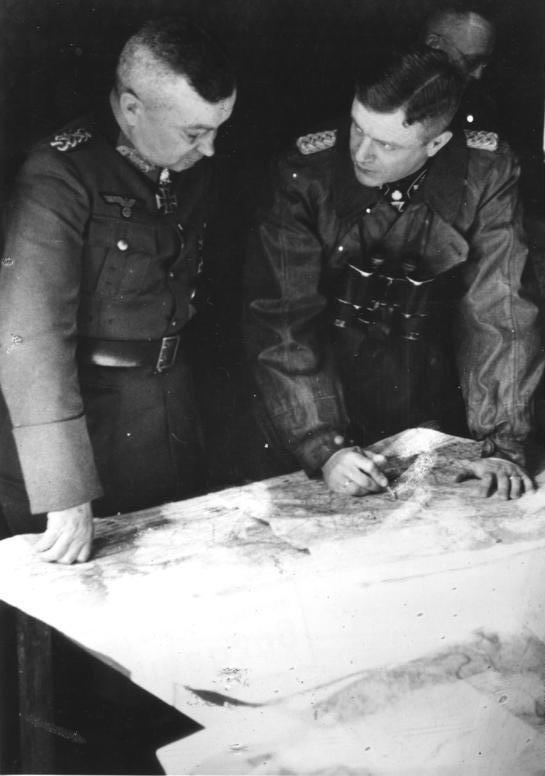
Divizní velitel Heinz Harmel při poradě s polním maršálem Waltherem Modelem během operace Market Garden v září 1944.

V Holandsku byl divizi nařízen odpočinek v prostoru mezi městy Arnhem a Nijmegen. Původně měla být její sesterská 9. tanková divize SS „Hohenstaufen“ odvelena zpět do Německa, kde se plánovalo její kompletní doplnění. Těžkou techniku měla předat divizi „Frundsberg“, což mělo nahradit její značné ztráty z předchozích bojů s britskými a americkými jednotkami.
Avšak s vypuknutím spojenecké operace Market Garden a výsadkem 1. britské výsadkové divize nedaleko Arnhemu dne 17. září, byla divize „Hohenstaufen“ nasazena zpět do akce v rámci II. tankového sboru SS pod velením SS-Obergruppenführera Wilhelma Bittricha.
Úkolem divize „Frundsberg“ bylo přesunout se do Nijmegenu a bránit zdejší most přes řeku Waal a zabránit tak postupu spojeneckých vojsk útočících od jihu. Divize „Hohenstaufen“ dostala stejný úkol, ale v Arnhemu.
V jednom z nejprudších bojů u arnhemského mostu se do akce zapojil i 9. obrněný průzkumný prapor (SS-Panzer Aufklärungs-Abteilung 9) pod velením SS-Hauptsturmfühera Viktora Gräbnera. Tato jednotka z divize „Hohenstaufen“ spadala v tuto dobu pod dočasné velení divize „Frundsberg“. Poté, co se Gräbner přesunul do Nijmegenu kvůli zajištění obrany mostu, zjistil že obrana je dostatečně zajištěná a rozhodl se vrátit zpět do Arnhemu. Později se dne 18. září pokusil překročit se svými jednotkami most a obsadit jeho severní konec, který byl pod kontrolou 2. britského výsadkového praporu pod velením podplukovníka Johna Frosta.
Gräbner se vydal se skupinou obrněných vozidel a pěchoty na druhý konec mostu, ale jakmile se začal se svými jednotkami přibližovat ke konci mostu, tak na ně byla spuštěna palba z britských protitankových zbraní PIAT a Gräbner, který se nacházel v čele útoku, byl zabit. Vojáci SS, kteří byli v budovách na jižním konci mostu, neustále ostřelovali britské výsadkáře, kteří se nakonec po vyčerpání zásob byli nuceni 21. září vzdát.
Jednotky divize „Frundsberg“ dostaly následně rozkaz k přesunu zpět do Nijmegenu, kde měly za úkol podpořit tamější obranná postavení. Později dostaly rozkaz zpomalit postupující jednotky britského XXX. sboru, které překročily řeku Waal. Divize způsobila britským jednotkám těžké ztráty, avšak sama byla silně oslabena.
Jednotkám XXX. sboru se později podařilo spojit s polskou 1. výsadkovou brigádou pod velením generálmajora Stanislava Sosabowskiho, která přistála jihozápadně od Arnhemu. Avšak s jednotkami 1. britské výsadkové divize se sbor spojit již nedokázal a obklíčení britští výsadkáři byli nuceni se stáhnout a své raněné zanechat na místě. Ti se vzdali 29. září.

### Boje v Porýní a na východní frontě
Divize „Frundsberg“ byla značně oslabena z bojů v Normandii a u Arnhemu a její síla byla zredukována na pouhou bojovou skupinu. Proto byla 18. listopadu 1944 stažena z fronty a poslána zpět do Německa, kde v Cáchách probíhalo doplňování jejích stavů. Během prosince měla divize 15 542 mužů, což bylo 75% běžného stavu.
Na přelomu prosince 1944 a ledna 1945 se divize opět zapojila do bojů severovýchodně od Cách v oblasti Linnichu, Geilenkirchenu a Jülichu. V lednu již byla divize nasazena do bojů podél Rýnu, kde působila později v rámci záložních jednotek skupiny armád Horní Rýn pod velením samotného Reichsführera SS Heinricha Himmlera a podílela se na Operaci Nordwind.
Poté divize překročila Rýn a zaútočila ve směru na Gambsheim. Divize se přesouvala velice opatrně, očekávajíc nepřátelský útok, avšak americké jednotky provedly taktický ústup. Dne 24. ledna překonala divize řeku Moder a bez sebemenších problémů se jí podařilo obsadit výšiny ovládající oblast mezi městy Hagenau a Kaltenhausen.
Následně se divize setkala se silným odporem a její postup se značně zpomalil. Další den však divize dostala nové rozkazy, podle kterých se měla přesunout na východní frontu. Během celé operace Nordwind divize neutrpěla žádné vážnější ztráty.
Dne 10. února 1945 divize dorazila na frontu, kde se situace pro německé jednotky stávala den ode dne horší. Následně se v průběhu února zapojila v rámci III. tankového sboru SS pod velením SS-Obergruppenführera Matthiase Kleinheisterkampa do operace Sonnenwende a sváděla těžké boje v okolí pomořanského města Stargard. Pak se začala divize stahovat k braniborskému městu Fürstenwalde, kde svedla další boje se sovětskými jednotkami a poté byla úplně stažena přes řeku Odru do Štětína, kde jí byl dopřán krátký odpočinek.
Následně byla divize zařazena pod velení skupiny armád Visla generálplukovníka Gottharda Heinriciho. Na konci měsíce března byl divizní velitel, generálmajor Harmel uvolněn z frontových povinností, aby se mohl dostavit do Berlína k nemocničnímu vyšetření.
V té době byla divize přeložena na úsek fronty u Drážďan, ale během přesunu byla zastavena a odvelena bránit postupu jednotek Rudé armády na řece Odře. Zde bojovala až do poloviny dubna, kdy byla zatlačena až ke městu Spremberg, kde byla následně obklíčena. V této době se divize téměř rozpadala, ale i přes její stav dostala přímý rozkaz z Vůdcova hlavního velitelství k útoku, kterým by uzavřela mezeru vzniklou v německých liniích.
Velitel divize Brigadeführer Harmel si byl dobře vědom toho, že útok s takto oslabenou divizí by se rovnal sebevraždě. Proto se rozhodl prolomit obklíčení a přesunout se s jednotkou na jih od Berlína, kde se shromažďovaly některé německé síly. Průlom se sice zdařil, ale divize tím byla ještě více oslabena než doposud. Harmelovo odmítnutí vykonat šílený rozkaz mělo za následek, že byl předvolán k novému vrchnímu veliteli německého pozemního vojska a veliteli skupiny armád Střed, polnímu maršálovi Schörnerovi, který ho nechal okamžitě zbavit velení.
Novým velitelem zbytků divize byl jmenován SS-Obersturmbannführer Franz Roestel, který předtím velel diviznímu 10. praporu stíhačů tanků. Nyní divize, spadající pod 4. tankovou armádu generála Fritze-Huberta Gräsera, spíše ustupovala před sovětskými jednotkami. Divize přešla Labe nedaleko Drážďan a zamířila směrem na jih.
Dne 7. května zneškodnila divize několik sovětských strojů T-34. Poté osádky zbývajících tanků vyhodily svá vozidla do povětří a pokusily se dostat k americkým demarkačním liniím. Jen hrstce jedinců se to skutečně podařilo a zbytek divize se vzdal jednotkám Rudé armády u Teplic.

## Významní členové
V řadách této divize působil i spisovatel a držitel Nobelovy ceny za literaturu Günter Grass, který byl přiřazen jako vojín (SS-Schütze) ke 10. oddílu stíhačů tanků SS (SS-Panzerjäger-Abteilung 10), kde působil jako tankový střelec. Byl zajat na konci války americkými jednotkami.
Dalším významným členem divize byl pozdější šéf policie v Srbsku SS-Gruppenführer Dr. Hermann Behrends, který sloužil u tankového pluku divize. Na konci války byl zajat britskými jednotkami a poté předán do Jugoslávie, kde byl za válečné zločiny popraven.
Mezi další významné členy patří například SS-Oberscharführer Sven-Erik Olsson, který byl jediným švédským dobrovolníkem, jenž obdržel vysoké německé vyznamenání, německý kříž ve zlatě.

## Velitelé
Velitelé divize

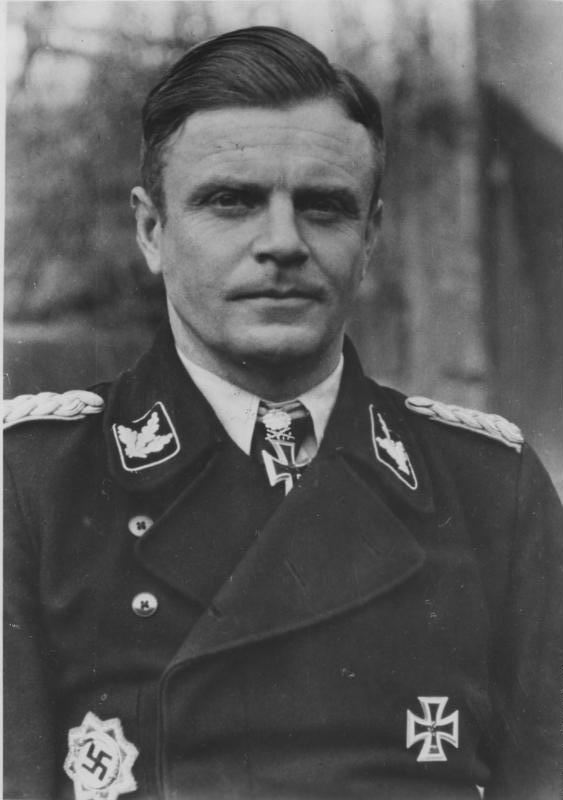
Heinz Harmel

- SS-Standartenführer Michael Lippert (leden, 1943 – 15. únor, 1943)
- SS-Gruppenführer Lothar Debes (15. únor, 1943 – 15. listopad, 1943)
- SS-Gruppenführer Karl Fischer von Treuenfeld (15. listopad, 1943 – 27. duben, 1944)
- SS-Brigadeführer Heinz Harmel (27. duben, 1944 – ? duben, 1945)
- SS-Obersturmbannführer Franz Roestel (? duben, 1945 – 8. květen, 1945)

Náčelníci štábu
- SS-Obersturmbannführer Braun 	(? únor, 1943 – ? březen, 1943)
- SS-Obersturmbannführer Hans Lingner (? březen, 1943 – ? srpen, 1944)
- SS-Sturmbannführer Wilhelm Büthe (? srpen, 1944 – ? říjen, 1944)
- SS-Sturmbannführer Hans-Joachim Stolley 	(? listopad, 1944 – 1. březen, 1945)

Proviantní důstojníci
- SS-Obersturmbannführer Michael Lippert (únor, 1943 – únor, 1944)
- SS-Standartenführer Georg Martin (únor, 1944 – březen, 1944)
- SS-Sturmbannführer Georg-Waldemar Rösch (březen, 1944 – květen, 1945)

## Oblasti operací
- Francie (leden, 1943 – březen, 1944)
- východní fronta, jižní sektor 	(březen, 1944 – duben, 1944)
- Polsko (duben, 1944 – červen, 1944)
- Francie (červen, 1944 – září, 1944)
- Belgie, Nizozemí (září, 1944 – říjen, 1944)
- západní Německo (říjen, 1944 – únor, 1945)
- severovýchodní Německo (únor, 1945 – březen, 1945)
- východní Německo, Československo (březen, 1945 – květen, 1945)

## Početní stavy divize
| Měsíc    | Rok  | Počet  |
| -------- | ---- | ------ |
| prosinec | 1943 | 19 313 |
| červen   | 1944 | 13 552 |
| prosinec | 1944 | 15 542 |

## Složení divize
- SS-Panzergrenadier-Regiment 21 (21. pluk tankových granátníků SS)
- SS-Panzergrenadier-Regiment 22 (22. pluk tankových granátníků SS)
- SS-Panzer-Regiment 10 (10. tankový pluk SS)
- SS-Panzer-Artillerie-Regiment 10 (10. tankový dělostřelecký pluk SS)
- SS-Kradschützen-Regiment 10 (10. motocyklový pluk SS)
- SS-Sturmgeschütz-Abteilung 10 (10. oddíl útočných děl SS)
- SS-Panzerjäger-Abteilung 10 (10. prapor stíhačů tanků SS)
- SS-Flak-Abteilung 10 (10. oddíl protiletecké obrany SS)
- SS-Pionier-Abteilung 10 (10. ženijní oddíl SS)
- SS-Panzer-Nachrichten-Abteilung 10 (10. tankový zpravodajský oddíl SS)
- SS-Verwaltungs Truppen 10 (10. správní četa SS)
- SS-Instandsetzungs Abteilung 10 (10. opravářský oddíl SS)
- SS-Sanitäts-Abteilung 10 (10. zdravotnický oddíl SS)
- SS-Divisions-Nachschubtruppen 10 (10. četa divizního zásobování SS)
- SS-Feldpostamt 10 (10. úřad polní pošty SS)
- SS-Kriegsberichter-Zug 10 (10. četa válečných zpravodajů SS)
- SS-Feldgendarmerie-Trupp 10 (10. četa polního četnictva SS)